# Santiago Dalmasso
Santiago Dalmasso (General Villegas, 16 de junio de 2004) es un futbolista argentino que juega de mediocampista en el Boca Juniors de la Liga Profesional de fútbol Argentino.

## Trayectoria

### Inicios
Dalmasso fichó por las inferiores de Boca Juniors en el 2023, en la que tuvo buenas actuaciones, llego a marcar 5 goles en ellas, luego al año siguiente se metio en el equipo principal, de la mano de Diego Martínez.

### Boca Juniors
El debut de Santiago Dalmasso en el primer equipo de Boca, ocurrió el día 17 de julio de 2024 en un partido de ida del PlayOff contra Independiente del Valle por la Copa Sudamericana. El partido termino en empate a cero para los dos equipos, en la vuelta paso el Xeneize, por 1 a 0.